# Chongoni
Der Chongoni ist ein 2.198 m hoher Berg in Malawi, etwa 25 km nördlich von Dedza in der gleichnamigen Provinz. Der Berg und die umliegenden Hügel sind mit dem für die Region typischen Miombo-Trockenwald bedeckt und ein Waldschutzgebiet. In seinem Gebiet liegen zahlreiche Fundstätten von Felsmalereien, die 2006 in die Liste des UNESCO-Weltkulturerbe aufgenommen wurden.

## Felsmalereien
Die 127 Fundstätten auf einem Gebiet von 126,4 km² stellen die dichteste Ansammlung von Felsmalereien in Zentralafrika dar. Sie sind bis heute Teil der lebendigen Tradition des Volks der Chewa. Die unter Überhängen und auf großen Felsblöcken zu findenden Zeichnungen gehören zwei deutlich unterscheidbaren Entstehungszusammenhängen an.
Die älteren, roten Zeichnungen wurden von dem Pygmäenvolk der Batwa angefertigt, die ältesten sind möglicherweise bis zu 2500 Jahren alt. Sie stellen hauptsächlich abstrakte geometrische Figuren wie Strahlenkränze, konzentrische Kreise, parallele Linien u. ä. dar. Darin unterscheiden sie sich grundsätzlich von den naturalistischen Felsmalereien anderer Jäger-und-Sammler-Gesellschaften im südlichen Afrika. Es wird angenommen, dass auch ihre Verwendung eine andere war, etwa beim Regenmachen oder bei Fruchtbarkeitsopfern.
Die jüngeren, weißen Malereien sind höchstens 1000 Jahren alt. Es wird sogar vermutet, dass viele erst im 19. und 20. Jahrhundert von den Chewa angefertigt wurden. Sie sind eines der seltenen Beispiele dafür, dass Felsmalereien in landwirtschaftlichen Gesellschaften praktiziert werden. Die älteren dieser Zeichnungen zeigen vermutlich mythologische Tiergestalten, wurden wohl von Frauen gemalt und werden mit weiblichen Initiationsriten in Verbindung gebracht. Die genauen Zusammenhänge werden von den Chewa jedoch immer noch geheim gehalten.
Auf den jüngsten Zeichnungen sind maskierte Tiere abgebildet. Sie stehen im Zusammenhang mit den noch immer bestehenden Nyau-Geheimgesellschaften. Diese praktizieren maskierte Tänze bei Begräbnisritualen und sind wichtige Träger der Stammesidentität, besonders seit die Chewa im 19. Jahrhundert von den aus dem Süden zuwandernden Ngoni und europäischen Kolonisatoren in eine Verteidigungshaltung gedrängt wurden. Während die Riten auch heute noch in räumlicher Nähe zu den Malereien durchgeführt werden, ist die Maltradition selbst wohl ausgestorben.
Der Chongoni und die umliegenden Hügel sind seit 1924 Waldschutzgebiet. Wissenschaftliche Beschreibungen der Zeichnungen wurden zuerst in den 1950er Jahren publiziert. Die fünf Chentcherere-Höhlen wurden 1969 zu geschützten nationalen Monumenten erklärt und für die Öffentlichkeit zugänglich gemacht.
Seit 2006 sind die Felsmalereien als UNESCO-Welterbe registriert.